# Su Alteza el príncipe
 Su Alteza el príncipe es una escultura-objeto realizada por Joan Miró el 1974 y que actualmente forma parte de la colección permanente de la Fundación Joan Miró de Barcelona.

## Contexto
Su Alteza el príncipe, junto con Su Majestad la reina y Su Majestad el rey forman parte de un conjunto de esculturas realizadas en 1974 cuando Miró vive un momento de gran reconocimiento internacional. Ese mismo año se haría una gran retrospectiva sobre su obra entre el Grand Palais y el Museé d'Art Moderne de París en el mes de mayo donde estas tres obras serían expuestas por primera vez. Dos años antes se había celebrado la muestra Magnetic Fields en Museo Solomon R. Guggenheim de Nueva York y Miró bronces en el Hayward Gallery de Londres. También es el año en que se está trabajando en el Centro de Estudios de Arte Contemporáneo (CEAC), futura Fundación Miró de Barcelona, que abriría al público el 10 de junio de 1975. Este contexto de reconocimiento artístico internacional contrasta con la dura situación que se vive en España en los últimos años de la dictadura. En febrero Miró había pintado el trípticoLa esperanza del condenado a muerte , preocupado por la condena del activista Salvador Puig Antich que finalmente sería ejecutado en garrote vil  el 2 de marzo de 1974. Juan Carlos de Borbón, entonces Príncipe de España, hacía 5 años que había jurado lealtad a los principios del "Movimiento Nacional" como futuro sucesor de Franco como jefe de Estado. No había ninguna garantía de que la dictadura tocara a fin. Kerryn Greensberg ve en este conjunto un comentario a la situación política del momento, junto a una crítica a la concepción patriarcal del "monumento" conmemorativo.
Miró ya había trabajado en obras de crítica a la autoridad en torno al personaje de Ubú rey en 1966. Este conjunto de obras donde la grandilocuencia del cargo contrasta con la humildad de los materiales se podría inscribir en esta línea. A lo largo de su carrera Miró cuestiona reiteradamente la idea de "monumento", buscando la forma de que sus piezas subviertan la función estética convencional de la escultura conmemorativa de forma que desafíe el poder en vez de celebrarlo. Ya muerto Franco, en el discurso de aceptación de su nombramiento como doctor honoris causapor la Universidad de Barcelona, en 1979, habló de la responsabilidad cívica del artista: 

Entiendo que un artista es alguien que, entre el silencio de los demás, usa su voz para decir algo, y que tiene la obligación de que esta cosa no sea algo inútil sino algo que sirva a los hombres
 Joan Miró  2 de octubre de 1979

## Descripción
El grupo de esculturas Su Alteza el príncipe, Su Majestad la reina y Su majestad el rey forman parte de un conjunto de esculturas realizadas - como hacía a menudo Miró-a partir de objetos encontrados. El origen cotidiano de los elementos que forman las esculturas-objeto contradicen el título.
Concretamente "Su Alteza el príncipe" está formado por dos maderas largas unidas entras sí y coronadas por un cuerno atornillada de chivo. Algunas partes de los materiales conservan su color original y otras están pintadas con pintura azul, roja o amarilla.
Existe una fotografía de esta obra apoyada en el banco y la fachada de la casa de Son Boter (actualmente integrada en el recinto de la Fundación Pilar y Joan Miró, en Mallorca) que hace pensar que se habría realizado en el taller de la isla a partir de elementos cotidianos de la vida en el campo.
En el catálogo para la exposición en la Tate Modern, en 2011, Kerryn Greensberg ofrece la descripción siguiente de esta pieza:

Esta escultura es más delicada, pero igualmente construida con crudeza. Un rectángulo vaciado en la madera está pintado de rojo, en la parte superior ha sido clavado un cuerno de animal, y un palo pintado en negro sobresale del "cuerpo" como un mango de hacha.
Kerryn GreensbergProject for a Monument , página 164

La actividad creadora, la expresión plástica Joan Miró es una vivencia estrechamente relacionada con su entorno físico y social. El arraigo a la tierra en el cosmos, los objetos cotidianos, sencillos, a menudo vinculados al mundo rural son fuentes de inspiración que estimulan su capacidad onírica y dan carácter universal a la obra. Los objetos encontrados, elementos tradicionales, objetos del entorno campesino, de Mont-roig o Mallorca, son transformados en esculturas.
La elección de Miró para estos materiales no es estética sino que se siente atraído por la energía que irradia cada objeto.

Tenemos que pegarnos a la tierra, hay que escuchar el grito de la tierra [...]. Tarragona-Mallorca, Mont-roig y Palma [...]. En mí pesó mucho Mont-Roig. Mallorca es la poesía, la luz [...]. Y Cataluña [...]; esto es la fuerza mental. Caray! La fuerza plástica.
 Camilo José Cela  La llamada de la tierra, página 18

## Exposiciones
Esta obra ha sido expuesta en:
- 1974. París. Grand Palais. Retrospectiva Joan Mirónúmero en catálogo: 276
- 1980. Madrid. La Caixa.
- 1986. Madrid. Centro de Arte Reina Sofía. Miró escultornúmero en catálogo: 45, reproducción pàg.104
- 1987. Barcelona, Fundación Miró. Miró escultornúmero en catálogo: 45, reproducción pàg.104
- 1987. Colonia. Ludwig Museum. Miró escultornúmero en catálogo: 45, reproducción pàg.104
- 2011. Londres. Tate Modern. Miró[9]